# Let’s Impeach the President
Let’s Impeach the President ist ein Protest-Song, geschrieben, produziert und aufgenommen von Neil Young. Es ist der siebte Track auf seinem Album Living With War, das im Jahr 2006 aufgenommen wurde und für den Grammy 2007 nominiert war.
Er beginnt mit einer Trompete, die die ersten sechs Noten von „Taps“ spielt, dann folgt ein Chor, der verschiedene Gründe aufzählt, warum der damalige Präsident der USA George W. Bush im Rahmen eines Impeachmentverfahrens anzuklagen sei. Der Song wird zur Melodie von Steve Goodmans Song City of New Orleans gesungen und enthält Ausschnitte aus den Reden des Präsidenten.
Am 17. August 2006 spielte Young den Song in der US-Fernsehsatireshow The Colbert Report, wurde jedoch nach der ersten Zeile unterbrochen, aufgrund der gespielten unerschütterlichen Unterstützung Bushs seitens des Moderators Stephen Colbert.
Nachdem Young nach den Anschlägen vom 11. September 2001 zunächst den Patriot Act mit seiner Einschränkung von Bürgerrechten befürwortet hatte, kann seine Kehrtwendung als typisch für die zunehmende Abwendung der US-Bevölkerung von der Politik des Präsidenten Bush gelten. So sieht es auch Young selbst: „Ich fühle diese Welle im Land und spiegele sie wider, genau das tue ich.“

## Belege
1. ↑  SWR Nachtkultur vom 23. März 2007